# კ
Das Kan (კ) ist der zehnte Buchstabe des georgischen Alphabets. Der Buchstabe stellt den Laut [kʼ] (ein velarer ejektiver Plosiv) dar und wird im Deutschen mit dem Buchstaben K transkribiert.
Heute wird im Mchedruli-Alphabet nur noch das კ verwendet. Im historischen Chutsuri-Alphabet gab es noch den Großbuchstaben Ⴉ; das kleingeschriebene Pendant dazu war das ⴉ.
Es war dem Zahlenwert 20 zugeordnet.

## Zeichenkodierung
Das Kan ist in Unicode an den Codepunkten U+10D9 (Mchedruli) bzw. U+10A9 (Chutsuri-Großbuchstabe) und U+2D09 (Chutsuri-Kleinbuchstabe) zu finden.